# Qadancultuur
De Qadancultuur was een archeologische cultuur van het Epipaleolithicum in Noordoost-Afrika, met name in Neder-Nubië (Zuid-Egypte) omstreeks 13.000-9.000 v.Chr. Ze wordt voorafgegaan door de Halfacultuur.
De levenswijze werd gekenmerkt door jacht en visserij, maar ook door een bijzonder wijze van verzamelen en consumptie van wilde grassen en granen. Systematische inspanningen werden gedaan om de lokale wilde planten te verzorgen, irrigeren en oogsten, zonder echter op geordende wijze te zaaien. 
Sites uit deze periode komen voor vanaf de tweede cataract van de Nijl tot Wadi Toshka, ongeveer 250 kilometer stroomopwaarts van Aswan.
De cultuur wordt gekenmerkt door een brede industrie van stenen werktuigen die een toenemende mate van specialisatie en plaatselijke aangepaste groeperingen vertegenwoordigd, tijdens een periode van relatief hoge waterstanden in de Nijl. Grote aantallen maalstenen zijn gevonden en messen met een glanzend patina van silicaat, mogelijk veroorzaakt door het snijden van grasstengels.
Er is enig bewijs van conflicten tussen groepen, wat periodes van invasies of stammenoorlogen suggereert. Ongeveer 40 procent van de mensen begraven in de Jebel Sahaba-begraafplaats nabij de grens met Soedan vertonen tekenen van dodelijke verwondingen veroorzaakt door projectiele wapens zoals speren of pijlen. De in de begraafplaatsen gevonden overblijfselen suggereren dat een vorm van rituele begrafenis werd beoefend. Ze tonen een mensentype met verwantschap naar Subsaharaal Afrika maar duidelijk verschillend van de huidige bevolking.